# 1835 في الولايات المتحدة
فيما يلي قوائم الأحداث التي وقعت خلال عام 1835 في الولايات المتحدة.

## أحداث
- 1 يناير – حريق نيويورك العظيم

## سياسة

### تعيين في المنصب
- 1 يناير – ديفيد سيتيل ريد عضو مجلس ولاية كارولاينا الشمالية.
- 4 مارس – جاريت دي وال عضو مجلس الشيوخ الأمريكي.
- 4 مارس – جورج الويلزي أوينز عضو مجلس النواب الأمريكي.
- 4 مارس – جون ديفيس عضو مجلس الشيوخ الأمريكي.
- 21 نوفمبر – كليمنت كومر كلاي حاكم ألاباما [الإنجليزية]‏.
- 7 ديسمبر – جيمس بوك الناطق باسم مجلس النواب الأمريكي.

### انتهاء فترة المنصب
- 4 فبراير – جون جيه كريتندن Secretary of State of Kentucky [الإنجليزية]‏.
- 1 مارس – جون ديفيس حاكم ماساتشوستس [الإنجليزية]‏.
- 3 مارس – ميلارد فيلمور عضو مجلس النواب الأمريكي.
- 3 مارس – ويليام آلن عضو مجلس النواب الأمريكي.
- 4 مارس – جون بيل الناطق باسم مجلس النواب الأمريكي.
- 4 مارس – ديفي كروكيت عضو مجلس النواب الأمريكي.
- 4 مارس – كليمنت كومر كلاي عضو مجلس النواب الأمريكي.
- 10 أبريل – وليام ت باري مدير مكتب البريد العام في الولايات المتحدة [الإنجليزية]‏.
- 6 يوليو – جون مارشال رئيس المحكمة العليا للولايات المتحدة.
- 21 نوفمبر – جون غايل حاكم ألاباما [الإنجليزية]‏.
- 1 ديسمبر – جورج دالاس Pennsylvania Attorney General [الإنجليزية]‏.
- 15 ديسمبر – جورج وولف حاكم ولاية بنسلفانيا [الإنجليزية]‏.

## ظهور
- 1 يناير – برنيس كتاب من تأليف إدغار آلان بو.

## مواليد

### مارس
- 12 مارس – جوزيف ريا ريد سياسي أمريكي.[1]

### مايو
- 27 مايو – تشارلز فرانسيس آدمز، الابن[2]

### يوليو
- 14 يوليو – جورج فريدريك باركر

### أغسطس
- 2 أغسطس – إليشا غراي مهندس من الولايات المتحدة الأمريكية.[3]

### سبتمبر
- 10 سبتمبر – وليام توري هاريس فيلسوف أمريكي.[4]
- 15 سبتمبر – ريتشارد أولني سياسي أمريكي.[5]

### أكتوبر
- 23 أكتوبر – أدلاي ستيفنسون الأول سياسي أمريكي.[6]

### نوفمبر
- 30 نوفمبر – مارك توين كاتب أمريكي.[7]

### ديسمبر
- 18 ديسمبر – ليمان أبوت[8]
- 25 ديسمبر – أورفيل أي بابكوك ضابط من الولايات المتحدة الأمريكية.[9]

## وفيات

### يناير
- 1 يناير – سالي همينجز (مواليد 1773)[10]

### يوليو
- 6 يوليو – جون مارشال (مواليد 1755) سياسي أمريكي.[11]
- 12 يوليو – بنيامين بارك (مواليد 1777) سياسي أمريكي.
- 16 يوليو – برنارد سميث (مواليد 1776) سياسي أمريكي.[12]

### أغسطس
- 25 أغسطس – آن روتليدج (مواليد 1813)[13]
- 30 أغسطس – وليام ت باري (مواليد 1784) سياسي أمريكي.[14]

### أكتوبر
- 7 أكتوبر – تشارلز تيت (مواليد 1768) سياسي أمريكي.[15]

### ديسمبر
- 6 ديسمبر – ناثان سميث (مواليد 1770) سياسي أمريكي.[16]